# José de Haas
José de Haas OFM (* 4. Januar 1877 in Eersel, Niederlande; † 1. August 1956) war Bischof von Araçuaí.

## Leben
José de Haas trat der Ordensgemeinschaft der Franziskaner bei und empfing am 9. März 1902 das Sakrament der Priesterweihe.
Am 20. März 1937 ernannte ihn Papst Pius XI. zum Bischof von Araçuaí. Der Apostolische Nuntius in Brasilien, Erzbischof Benedetto Aloisi Masella, spendete ihm am 25. Juli desselben Jahres die Bischofsweihe; Mitkonsekratoren waren der Erzbischof von Diamantina, Serafim Gomes Jardim, und der Bischof von Ilhéus, Eduardo José Herberhold OFM.